# Phaeton des Prinzen Eduard
Der Phaeton des Prinzen Eduard ist eine für längere Reisen konstruierte Herren-Kutsche aus der Provenienz von Prinz Edward Augustus, Duke of Kent and Strathearn, des vierten Sohnes von König Georg III. von Großbritannien, Irland und Hannover, und von Königin Charlotte. Der Phaeton ist heute als Leihgabe der Welfen im Besitz des Historischen Museums Hannover.

## Geschichte
Zur Zeit der Personalunion zwischen Großbritannien und Hannover sandte der englische König seinen noch jugendlichen Sohn Edward zur Ausbildung beim Militär in das Kurfürstentum Hannover, die Stammlande der Welfen. Zu seiner Fortbewegung nutzte der Prinz dabei einen Phaeton, der 1785 in London und „vermutlich von dem Wagenbauer Lukin oder von Leader“ hergestellt worden war.
Während seines Aufenthaltes auf dem Festland machte der junge Prinz jedoch so hohe Schulden, dass ihn sein Vater schließlich zur Abreise ermahnte. In der Folge übersiedelte Edward einige Jahre nach Kanada, doch seine Kutsche verblieb in Hannover. Einer Aufforderung zur Übersendung des Phaetons 1797 nach Halifax kam die Stadt Hannover nicht nach.
Das im Jahr 1792 auch „Irländischer Wagen“ genannte Gefährt wurde zunächst in den Königlichen Marstall übernommen. Während der Besetzung Hannovers durch die Napoleonische Armee während der sogenannten „Franzosenzeit“ in Hannover nahm der Hofsattler Johann Heinrich Leo sowohl den Phaeton als auch das Geschirr zum Schutz vor Beschlagnahme in Verwahrung. In Folge der Schlacht bei Waterloo und der Erhebung des Kurfürstentums zum Königreich Hannover lieferte Leo im Jahr 1816 beides wieder zurück.
1819 unterzog der Hofsattler Leo den knapp 5 Meter langen Phaeton, der in den Wageninventaren auch als „Barutsche Nr. 2“ geführt wurde, einer umfangreichen Reparatur.
Der Phaeton von Prinz Eduard ist heute eine Leihgabe von Ernst August von Hannover im Historischen Museum Hannover.

## Beschreibung
Die Kutsche ist 485 cm lang, 189 cm breit und 252 cm hoch. Die Spurweiten betragen 156 cm und 162 cm.